# Santiago Raón
Santiago Raón (nacido en 1635 en la región de Mazei, Francia) fue un arquitecto y maestro cantero de origen francés que realizó, ya a mediados del siglo XVIII, numerosos trabajos de edificación en torno a la ribera del Ebro. Al igual que su hermano, el arquitecto Juan Raón, se afincó a principios de 1652 en Viana (Navarra) donde empezó a desarrollar sus primeros proyectos. Desde entonces, ambos hermanos van a marcar profundamente la arquitectura barroca en las regiones de La Rioja, Navarra y Álava durante un siglo.

## Reseña biográfica[1]
A pesar de su gran importancia artística, se conocen pocos datos sobre su procedencia. La documentación recoge que los hermanos Raón, Juan y Santiago, procedían del Ducado de Lorena: en concreto de la región de Mazei, Macei o incluso Maceé. Si intentamos localizar hoy en día su localización, podemos observar que seguramente la familia Raón procediera del departamento de Los Vosgos (distrito de Saint-Dié-des-Vosges). Actualmente se sitúan allí pequeñas localidades como Raon-l'Étape, Raon-sur-Plaine o Raon-aux-Bois que parecen indicar la posible región de procedencia.
Una vez afincados en España, Santiago Raón pretende obtener carta de hidalguía para su familia en 1680. A pesar de la escasa documentación aportada, Santiago se declara hijo de Juan Raón y Carlota de la Carriera, dueños del Castillo de los Raón. La familia como nobles caballeros del castillo, eran fieles al duque de Lorena y se negaron a rendir vasallaje al Rey de Francia, por lo que tuvieron que abandonar forzosamente sus tierras. 
El 23 de agosto de 1680, Santiago Raón otorga poder a Pedro Bivero, procurador de la Chancillería de Valladolid, para que realice las pruebas necesarias con el fin de obtener carta de hidalguía. El 3 de septiembre del mismo año se obtiene Real Provisión de Carlos II satisfaciendo a Santiago Raón como hidalgo.
Santiago Raón no se instalaría en Calahorra hasta el año 1644, donde adquiere una casa en la actual calle Mazaterón por valía de 400 ducados. Más tarde, el inmueble sería ampliado por sus descendientes durante el siglo XVIII.

## Escudo de armas de la familia
Desde su llegada a España, la familia Raón consigue prosperar económicamente con miembros como José Antonio Raón Gutiérrez, Mariscal de Campo, Gobernador de Panamá y Filipinas y nieto de Santiago. 
Antiguamente el escudo de armas de la familia se localizaba en el domicilio, del cual tan solo queda una breve descripción:
"Un escudo de armas con corona real, encima, y guarnecido de estandartes, banderas, cañones, picas y alabardas, morriones, tambores y otros trofeos de guerra. En el lleno de dicho escudo estaba formado por cuatro cuadros o casa: en la primera de la derecha, un pino o roble con un lobo al tronco; el de la izquierda, un castillo y por encima un brazo con un cuchillo en la mano; en la parte de abajo derecha, un castillo con dos leones a los lados; y abajo a la izquierda, una onza y un cuchillo. Circundando dicho escudo una orla de castillos y cruces."

## Trabajos y proyectos

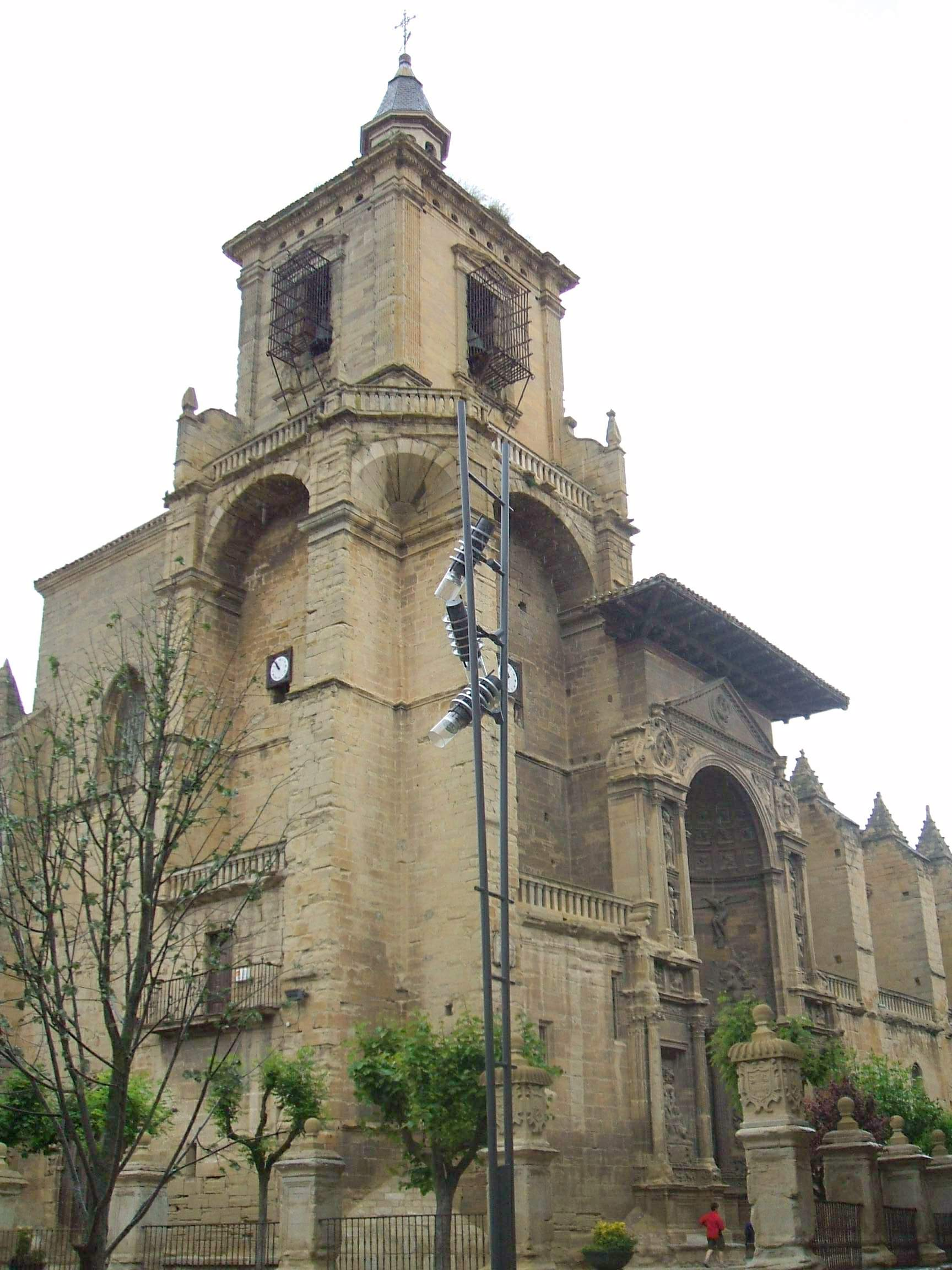
Iglesia de Santa María de Viana, Navarra

En 1669 asesora en Viana las obras del ayuntamiento y en 1682 trabaja en el convento de San Juan del Ramo, pero su obra de más empeño, a partir de 1693, es la gran ampliación de la parroquial de Santa María: girola, cinco capillas, y sacristía, en su mayor parte imitando el estilo gótico del templo, aunque su realización corrió a cargo de los vianeses José González de Saseta y de Bernardo Munilla. Más tarde,en 1680 se trasladó a Álava, donde realizó el proyecto de la iglesia de la Sagrada Familia del Colegio de los Jesuitas de Orduña, de grandes dimensiones y abundantes elementos decorativos.  
Sus obras más importantes en Calahorra son las parroquias de Santiago y de San Andrés y la fachada de la catedral. En Navarra fue un maestro muy consultado y realiza numerosas trazas; en 1685 hace una declaración del puente de Caparroso, traza la iglesia de las Concepcionistas Recoletas de Estella en 1688, la cúpula de Nuestra Señora del Rosario de Corella en 1696, y la torre parroquial de Villafranca en 1692. Igualmente interviene en la basílica de Nuestra Señora de Rocamador de Estella en 1691, y dibuja unos planos para la capilla de San Fermín en la parroquia de San Lorenzo de Pamplona. Su estilo barroco es de una gran perfección clasicista, resaltando la arquitectura y con una decoración muy sobria.